# František Palacký

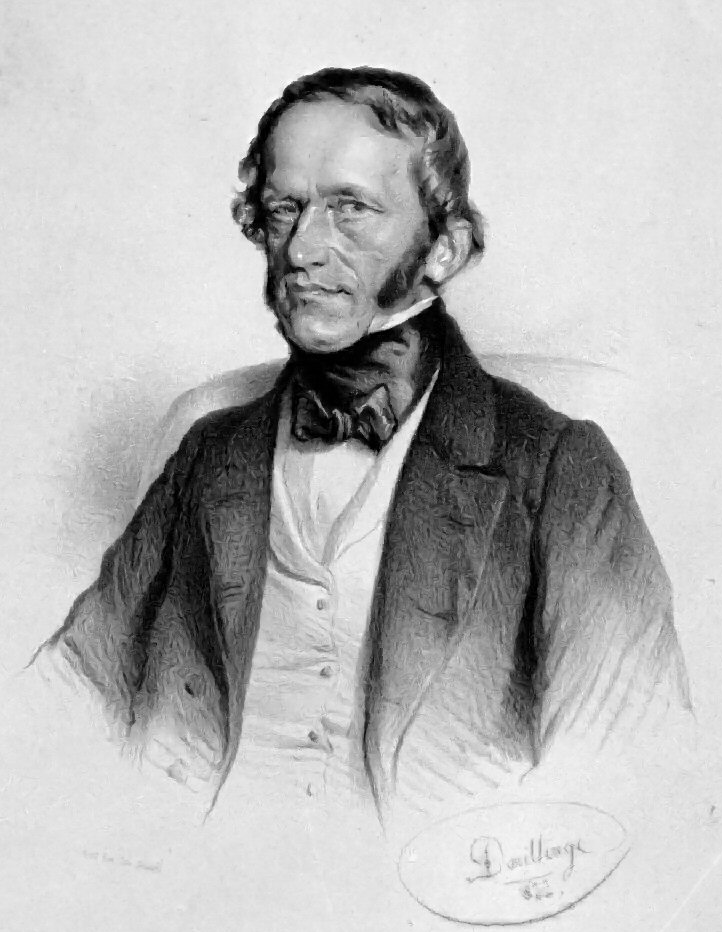
František Palacký (litografi, 1855)

František Palacký, född 14 juni 1798 i Hodslavice, Mähren, död 26 maj 1876 i Prag, var en tjeckisk historiker och politiker, kallad "den böhmiska historieskrivningens fader".
Palacký fick sin bildning i evangeliska seminariet i Pressburg, var redan som lyceist litterärt verksam, studerade filosofi, nyare språk och litteratur samt väckte uppmärksamhet genom en tjeckisk översättning av några av Ossians sånger (1817).  Han bosatte sig 1823 i Prag.  Hans första historiska arbete, som förde honom in på hans blivande arbetsfält, var en historia om grevliga släkten Sternberg. Åren 1827–38 redigerade han den för Böhmens vetenskapliga och nationella liv viktiga tidskriften "Časopis českého museum" (Tjeckiska museets årsbok), vars grundläggning han själv föranlett. Till följd av en uppmaning från böhmiska ständerna till fortsättning av František Pubičkas böhmiska historia framlade han planen till ett nytt omfattande historieverk och utnämndes 1829 till Böhmens historiograf. 
Palackýs huvudverk är hans Geschichte Böhmens (till 1526; 1836–74; på tjeckiska 1848–76, nyaste upplaga i tio band 1876–78: Dějiny narodu českého v Čechách a v Moravě, fem band med biografi). Samtidigt med arbetet på historien och som underlag för denna publicerade han en mängd urkunder, bland annat Die alten böhmischen Chroniken vom Jahre 1378 bis 1527 (i "Scriptores rerum bohemicarum", band 3, 1829), Documenta magistri Joannis Hus vitam, doctrinam, causam... illustrantia (1869) och Archiv český (sex band, 1840–72), samt författade åtskilliga specialverk, bland annat Würdigung der alten böhmischen Geschichtschreiber (1830; ny upplaga 1869), Die Vorläufer des Hussitenthums (1846), Popis království českého (Böhmens topografi, 1848), Dějiny doby husitské (Husitkrigets historia; omarbetad upplaga 1871–72) och O. vpadu mongolu r. 1241 (Om mongolernas anfall, 1842). 
Palacký var en av inbjudarna till stiftande av "Matice česká" (ett böhmiskt vetenskapligt-nationellt förlagssamfund, 1830), skrev en biografi över Josef Dobrovský (1833) och utgav 1840 tillsammans med Pavel Josef Šafařík "Die ältesten Denkmäler der böhmischen Sprache" (av vilka visserligen en stor del visat sig vara oäkta). Åren 1848–49 stod han i spetsen för nationalpartiet, var ledamot av Frankfurtparlamentet samt försvarade Böhmens historiska rätt och en federativ författning som den naturliga formen för den österrikiska monarkin. Reaktionen förde honom tillbaka till hans historiska studier, men fr.o.m. 1860 var han den erkände politiske ledaren för det tjeckiska partiet (1861 ledamot av österrikiska herrehuset på livstid). Palackýs organ var först "Národni listy" (Folkbladet), senare "Národ" (Folket) och "Pokrok" (Framåtskridandet). 
Bland Palackýs politiska skrifter kan särskilt nämnas hans Oesterreichische Staatsidee (1865) och hans politiska testamente František Palackýs politisches Vermächtniss (1872). Han var en av den tjeckiska renässansens mest betydande grundläggare, genomträngd av tron på sitt folks framtid, i sitt yttre uppträdande en fulländad världsman. Han skrev både på tyska och på tjeckiska. En samling av hans mindre uppsatser i litteratur, estetik, historia och politik utkom under titeln Radhost (tre band, 1871–73), vari hans testamente, Doslov. Hans födelsehus inköptes 1881 av böhmiska staten.